# Quincy Jones III
Quincy Delight Jones III (även känd som QD3 och Snoopy), född 23 december 1968 i London, är en svensk-amerikansk musiker, musikproducent, filmproducent och skådespelare. Han är son till Quincy Jones och Ulla Jones och halvbror till skådespelerskan Rashida Jones.

## Biografi
Jones fick sin första uppmärksamhet i media i och med filmen Stockholmsnatt, när han ingick i musik- och dansgruppen Berzerk, men även var berättare och skådespelade i filmen.
Fram till fyra års ålder växte Jones upp i Beverly Hills i Los Angeles. Han flyttade sedan tillsammans med sin mor till Farsta, en förort söder om Stockholm.
Han flyttade som 17-åring från Sverige till Los Angeles där arbetar som producent och låtskrivare. Bland artisterna som han har arbetat med kan nämnas Tupac Shakur och LL Cool J. Jones har med sitt bolag QD3 Entertainment gjort dokumentärserien Beef. Han var en av tre jurymedlemmar i Idol 2016.

## Filmografi (urval)
- 1987 – Stockholmsnatt